# سامانثا لام
سامانثا لام (بالصينية: 林志美) هي ملحنة ومغنية وشاعرة صينية، ولدت في 9 أبريل 1963 في هونغ كونغ في الصين.

## وصلات خارجية
- سامانثا لام على موقع ميوزك برينز (الإنجليزية)
- سامانثا لام على موقع ديسكوغز (الإنجليزية)